# Glibokaje
Glibokaje (bjeloruski: Глыбокае, ruski: Глубо́кое, poljski: Głębokie, litavski: Glubokas) je grad u sjevernoj Bjelorusiji u Vitebskoj oblasti.

## Zemljopis
Glibokaje se nalazi 162 km od Minska i 187 km od Vitebska. Grad ima pet jezera, a jedno od njih Glibokaje sada Kagaljno jezero dalo je ime gradu.

## Povijest
Prvi spomen Głębokie u povijesnim izvorima potječe iz 1414. i ovaj datum se smatra vrijeme osnivanja prvog naselja. U 1514. godini Głębokie je dio Velike Kneževine Litve.
Tijekom Sovjetsko-poljskog rata Głębokie zauzima Poljska u prosincu 1919., ali već u srpnju 1920. grad zauzimaju Rusi. U listopadu 1920. godine Poljaci ponovno imaju kontrolu nad gradom, a Ugovorom iz Rige 1921. potpisanom između Poljske i Sovjetskog Saveza službeno je dio Poljske.
Prema poljskom popisu stanovništva iz 1921. godine, u gradu živi 2.844 Židova što čini 63%  stanovništva. Neposredno prije sovjetske invazije na Poljsku u Drugom svjetskom ratu Głębokie ima 9.700 stanovnika.
Nakon sovjetske invazije na Poljsku 1939. grad je priključen Bjeloruskoj Sovjetskoj Socijalističkoj Republici. Mnogi Poljaci su završili u zatvorima a neposredno pred dolazak Nijemaca NKVD ubija nekoliko tisuća zatvorenika iz Głębokie.
Nijemci su uspostavili židovski geto u gradu. U srpnju 1943. godine izbio je ustanak u organizaciji židovskih zarobljenika.
U Glibokaji je rođen Pavel Suhoj bjeloruski konstruktor aviona koji je konstruirao više od 30 tipova aviona.

## Stanovništvo
Godine 2016. u gradu je živjelo 18.921 stanovnik, te je šesti po veličini grad u Vitebskoj oblasti nakon Vitebska, Orše, Navapolacka, Polocka i Pastavija.

## Gradovi prijatelji
- Viļāni, Latvija

## Vanjske poveznice
- Knjiga o Židovima iz Glibokaje
- Fotografije na Radzima.org

### Ostali projekti
|  | Zajednički poslužitelj ima još gradiva o temi Glibokaje |